# San Jerónimo Amanalco
San Jerónimo Amanalco är en ort i Mexiko, tillhörande kommunen Texcoco i delstaten Mexiko. San Jerónimo Amanalco ligger i den centrala delen av landet och tillhör Mexico Citys storstadsområde. Orten hade 6 519 invånare vid folkräkningen 2010.